# Ishimoto Shinroku

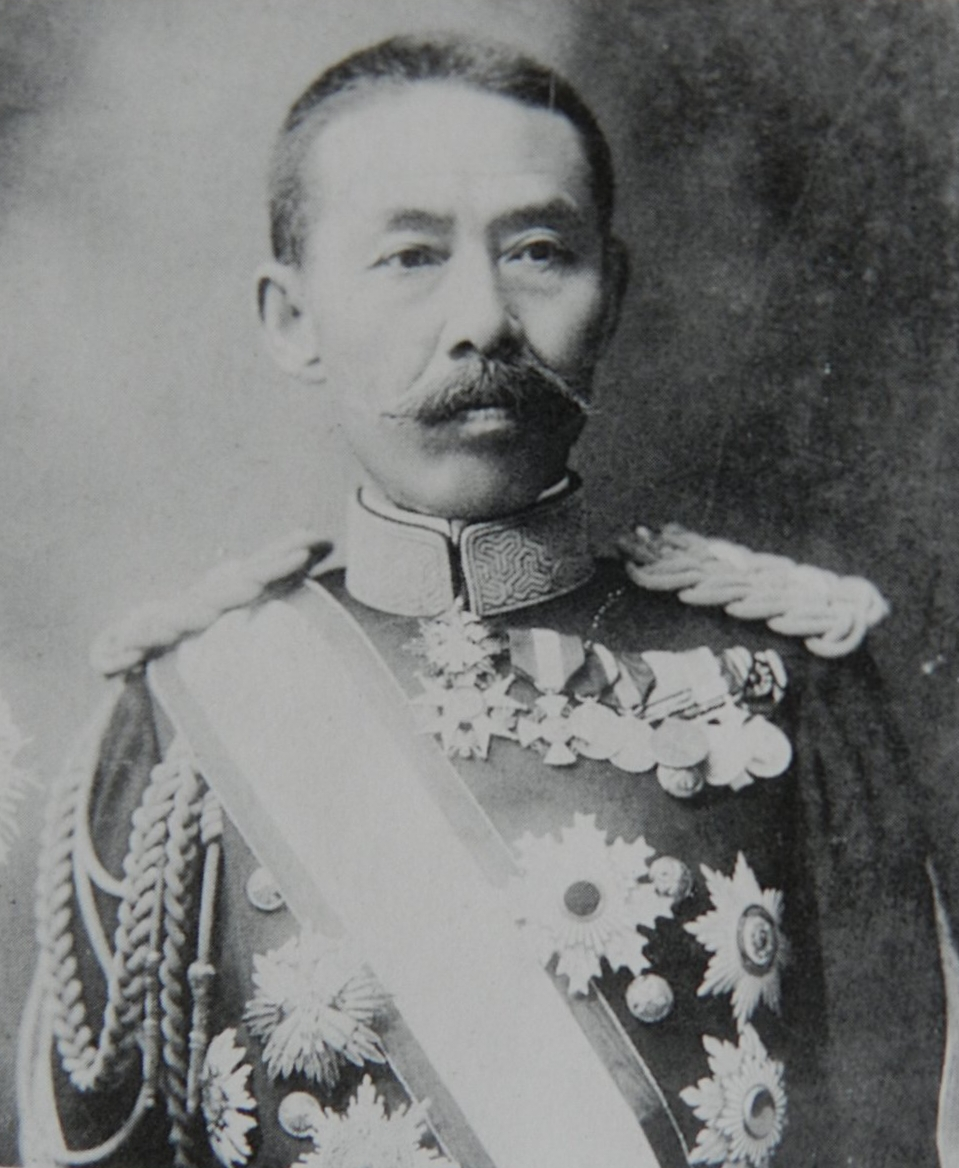
Baron Ishimoto Shinroku

Danshaku Ishimoto Shinroku (jap. 石本 新六; * 17. Februar 1854 (traditionell Kaei 7/1/20) in Himeji, Japan; † 2. April 1912 in Tokio) war ein General der Kaiserlich Japanischen Armee und japanischer Heeresminister.

## Frühes Leben
Ishimoto Shinroku wurde 1854 in eine Samurai-Familie in Himeji geboren. Bereits kurz nach seiner Geburt wurde das Haus der Familie durch ein Erdbeben zerstört. Während der Meiji-Restauration verlor sein Vater seine Anstellung als Krieger und seinen Status, was die Familie in große finanzielle Schwierigkeiten brachte. Trotz der schwierigen finanziellen Lage schickte er seinen Sohn jedoch auf eine Militärschule, welche er abschloss und sich daraufhin in der entstehenden Kaiserlich Japanischen Armee einschrieb.

## Militärlaufbahn
Im Februar 1875 wurde Ishimoto an der neuen Kaiserlich Japanischen Heeresakademie akzeptiert, wo er Kurse für das Pionierwesen belegte. Während der Satsuma-Rebellion kämpfte er auf der Seite der Kaisertreuen. Von 1879 bis 1882 diente er als Militärattaché in Frankreich, wo er an der Militärschule Saint-Cyr seine Pionierausbildung und eine Ausbildung im Bereich Artillerie abschließen konnte. Nachdem er für ein Jahr nach Japan zurückgekehrt war, wurde er von 1883 bis 1887 erneut nach Europa geschickt, wo er Militärattaché in Italien wurde. Nach seiner endgültigen Rückkehr nach Japan konnte er schnell die Karriereleiter hinaufklettern. 1895 wurde er zum Oberst und 1897 zum Generalmajor befördert und zum Ausbilder für Pionierwesen an der Kaiserlich Japanischen Heeresakademie und anschließend an der Kaiserlich Japanischen Heereshochschule ernannt. Anschließend arbeitete er als Abteilungsleiter in der Japanischen Heeresabteilung der Pioniere, wo er die Aufmerksamkeit von General Terauchi Masatake errang, welcher ihn im Russisch-Japanischen Krieg zu seinem Stabschef machte. Noch während des Krieges wurde Ishimoto 1904 zum Generalleutnant befördert.
Nach dem Krieg wurde Ishimoto im Adelssystem des Kazoku zu einem Danshaku (Baron) ernannt.
1911 diente Ishimoto im zweiten Kabinett von Premierminister Saionji Kinmochi als Heeresminister. Während seiner Amtszeit kam es in der Regierung zu einem Streit über den Ausbau der Armee. Befürworter wollten zwei zusätzliche Divisionen aufstellen während die Gegner argumentierten, es seien nicht genügend finanzielle Mittel vorhanden, um diesen Ausbau zu finanzieren. 1912 starb Ishimoto während er im Amt war aus ungeklärter Ursache im Alter von nur 59 Jahren. Er wurde im Tempel Tenno-ji in Tokio beigesetzt.